# Pastinaca officinalis
Pastinaca officinalis är en flockblommig växtart som beskrevs av Calest. Pastinaca officinalis ingår i släktet palsternackor, och familjen flockblommiga växter. Inga underarter finns listade i Catalogue of Life.